# Эмери VI (виконт Нарбонны)
Эмери VI (Aymeri VI de Narbonne; 1328 — 1388) — виконт Нарбонна с 1341 года, сеньор де Пюиссергье, адмирал Франции (1369—1373). Сын виконта Нарбонны Эмери V и его второй жены Тибурж де Сон, дамы де Пюиссергье.

## Биография
В 1341 году наследовал старшему брату — Амальрику III. До совершеннолетия находился под опекой матери.
Участвовал в Столетней войне на стороне французских королей. Дважды попадал в плен к англичанам: 21 октября 1345 года в битве при Обероше и в 1356 году в битве при Пуатье, в которой был ранен.
В 1362 году заключил военный союз с королём Педро Арагонским, ежегодно получая за это пенсию в 10 тысяч барселонских солей.
28 декабря 1369 года назначен адмиралом Франции. Занимал этот пост до 1373 года.

## Семья
Эмери VI был женат четырежды. Первая жена — Беатрис де Сюлли (ум. 1343), дочь Жана II, сеньора де Сюлли. Вторая жена (декабрь 1358) — Йоланда, четвёртая дочь графа Женевы Амедея III. Она принесла в приданое 16 тысяч золотых флоринов.
Третья жена (с 1363) — Беатриса Арборейская (ум. 1377), старшая дочь судьи Арбореи Мариано IV. От неё — 7 детей, в их числе:
- Гильом I (ум. 1397), виконт Нарбонна.